# Coleophora gnaphalii
Coleophora gnaphalii là một loài bướm đêm thuộc họ Coleophoridae. Nó được tìm thấy ở Thụy Điển and the Baltic States to Pyrenees, Anpơ và România and from Pháp to Nga.
Sải cánh dài 9–12 mm.
Ấu trùng ăn Gnaphalium species and Helichrysum arenarium..

## Hình ảnh

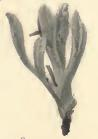
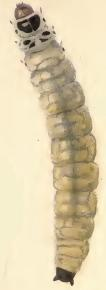
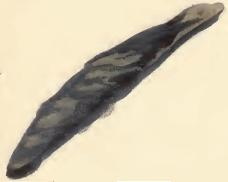